# Ведение заметок
Веде́ние заме́ток (или конспектирование; англ. note-taking) — практика записи информации из разных источников и платформ. Делая заметки, автор записывает суть информации, освобождая свой разум от необходимости все вспоминать . Заметки обычно берутся из временного источника, такого как устная дискуссия на собрании или лекция (заметки собрания обычно называются протоколами), и в этом случае заметки могут быть единственной записью события. С появлением письменности и ростом грамотности заметки традиционно и, почти всегда, делались от руки (часто в блокнотах), но появление программного обеспечения для ведения заметок сделало ведение цифровых заметок возможным и широко распространенным. Ведение заметок является основополагающим навыком в управлении личными знаниями .

## История
Ведение заметок это важная составляющая часть истории человечества и научного развития. Древние греки разработали гипомнему — личные записи на важные темы. В эпоху Возрождения и начале Нового времени студенты учились делать заметки в школах, академиях и университетах, часто создавая красивые книги, которые затем служили справочниками после окончания учёбы. В доцифровые времена люди использовали множество видов записных книжек, в том числе книги, черновики и заметки на полях. Философ Джон Локк разработал и опубликовал популярную систему индексации, которая послужила моделью для обычных книг и вдохновила, по крайней мере, на создание десяти различных опубликованных изданий шаблонов книг в Европе и Америке, включая Карманный ежедневник Белла, сформированый, в основном, на принципах рекомендованных и практикуемых господином Локком (Лондон, 1770 г.).

## Когнитивная психология
Ведение заметок является центральным аспектом сложного человеческого поведения, связанного с управлением информацией, включая ряд основных психических процессов и их взаимодействие с другими когнитивными функциями. Человек, делающий заметки, должен собирать и фильтровать входящие источники, организовывать и реструктурировать существующие структуры знаний, понимать и записывать свое объяснение информации и, в конечном итоге, сохранять и интегрировать только что обработанный материал. Результатом является представление знаний и запоминающие устройства (устройства памяти, память). Исследования, сравнивающие успеваемость студентов, которые делали записи от руки, и студентов, которые печатали свои записи, показали, что студенты, которые делали записи от руки, лучше справлялись с экзаменами, гипотетически из-за более глубокой обработки изученного материала посредством выборочного перефразирования вместо дословной транскрипции, которая обычное дело при наборе заметок.

## Для чего нужно вести заметки
Ведение заметок является важным навыком для студентов, особенно при получении профессионального и высшего образования. Например, на лекциях в учебном заведении, основная цель записи может состоять в том, чтобы запомнить, усвоить, визуализировать материал, а сами письменные записи имеют второстепенное значение. Исследования говорят о том, что ведение конспектов помогает студентам стать более вовлеченными в лекцию и позволяет лучше понять материал. Даже когда учащиеся не могли вернуться к своим заметкам и повторить их, они показали более высокие результаты при тестировании. У них отмечалось лучшее понимание материала в случаях, когда они делали заметки. Наибольший эффект запоминания оказывают заметки написанные от руки и перефразированные, а не просто переписанные или распечатанные. 
Ведение заметок можно использовать как «второй мозг», помогающий систематизировать и использовать собранную информацию.

## Системы
Многие различные форматы используются для структурирования информации и облегчения её последующего поиска и понимания. Формат первоначальной записи часто может быть неформальным и/или неструктурированным. Одним из распространенных форматов таких заметок является стенография, позволяющая очень быстро записывать на бумагу большие объёмы информации. Исторически ведение заметок было аналоговым процессом, записываемым в блокноты или другими бумажными методами, такими как заметки Post-It . В эпоху цифровых технологий использование компьютеров, планшетных ПК и персональных цифровых помощников (КПК) является обычным явлением.
Ведущий заметок обычно должен работать быстро, и различные стили и методы ведения заметок стараются максимально использовать время. Средняя скорость речи составляет 2-3 слова в секунду (что составляет 120—180 слов в минуту), а средняя скорость письма составляет всего 0,2-0,3 слова в секунду (что составляет 12-18 слов в минуту).
Независимо от носителя, ведение заметок можно разделить на линейные и нелинейные методы, которые можно комбинировать.
Независимо от используемой системы, лучше сначала сосредоточиться на записи самой важной информации.

## Линейное ведение заметок
Линейное ведение заметок — это процесс записи информации в том порядке, в котором вы её получаете. Линейные заметки обычно представляют собой хронологический план лекции или текста. Линейное ведение заметок является распространенным средством ведения заметок, однако возможность просто расшифровать все, что говорится или на слайде презентации, довольно высока.

### Иерархическая запись
Иерархическая запись — это обычная система ведения заметок. Заметки и мысли организованы в структурированном, логическом порядке, что сокращает время, необходимое для редактирования и просмотра, и позволяет усвоить большой объём информации за короткий период времени. Для занятий, включающих множество формул и графиков, таких как математика или химия, лучше подойдет такая система, как Cornell Notes .
Иерархическая запись обычно ведётся сверху вниз по странице, используя заголовки и маркеры для структурирования информации. Общая система состоит из заголовков, в которых используются римские цифры, буквы алфавита и арабские цифры на разных уровнях. Типичная структура будет такой:
I. Первая основная тема
А. Подтема
1. пункт 1
2. пункт 2
3. пункт 3

Б. Подтема
1. пункт 1
2. пункт 2
3. пункт 3

II. Вторая основная тема
А. Подтема
1. пункт 1
2. пункт 2
3. пункт 3

Б. Подтема
1. пункт 1
2. пункт 2
3. пункт 3

Однако, такая структура имеет ограничения в нецифровой форме, поскольку трудно вернуться назад и добавить дополнительную информацию. Адаптивные системы используются для вставок с помощью бумаги и ручки, например, для вставок используется обратная сторона предыдущей страницы в блокноте на спиральной пружине. Или можно просто оставить большие промежутки между элементами, чтобы можно было вставить больше материала. (Для получения информации о прикладном программном обеспечении, которое поддерживает структурирование, см. Категория: Иерархические системы записи .)
Компьютеризированное ведение заметок, будь то с помощью текстового процессора, программного обеспечения для создания планов или программы для цифровых записных книжек, позволяет делать заметки легко пересматривать и добавлять новые записи или строки в структуру.

### Метод предложения
Конспектирование предложений — это просто запись каждой темы в виде короткого простого предложения. Этот метод хорошо подходит для быстрых уроков, где рассматривается много информации. Ведущий записывает каждую новую мысль, факт или тему на отдельной строке. Вся информация записывается, но не распределяется по основным и второстепенным темам. Заметки могут быть пронумерованы или отмечены маркерами, показывающими, где начинается новая мысль.

## Нелинейное ведение заметок
Подходы к нелинейному ведению заметок включают кластеризацию, картирование понятий, заметки Корнелла, картирование идей, мгновенные повторы, диаграммы Исикавы, карты знаний, обучающие карты, интеллект-карты, карты-модели, и принцип пирамиды.

### Графики
Метод ведения заметок в виде диаграмм, который включает в себя рисование таблиц, иногда называемых study frames, полезен для предметов, которые можно разбить на категории, такие как сходства, различия, дата, событие, воздействие., и т. д. Студенты могут использовать диаграммы для определения категорий и рисовать таблицы перед лекцией или могут просматривать и переписывать записи, используя метод построения диаграмм.

### Составление карт
Картографирование (составление карт) использует пространственную организацию и диаграммы для сбора информации. Идеи записываются в виде узловых связей с линиями, соединяющими идеи вместе. Интеллект-карты рисуются в виде древовидной структуры от центральной точки, цели или цели в центре страницы, а затем разветвляются наружу, чтобы определить все идеи, связанные с этой целью. Цвета, мелкая графика и символы часто используются для облегчения визуализации информации. Он также используется для планирования и написания эссе.